# Staatliche Universität Sankt Petersburg

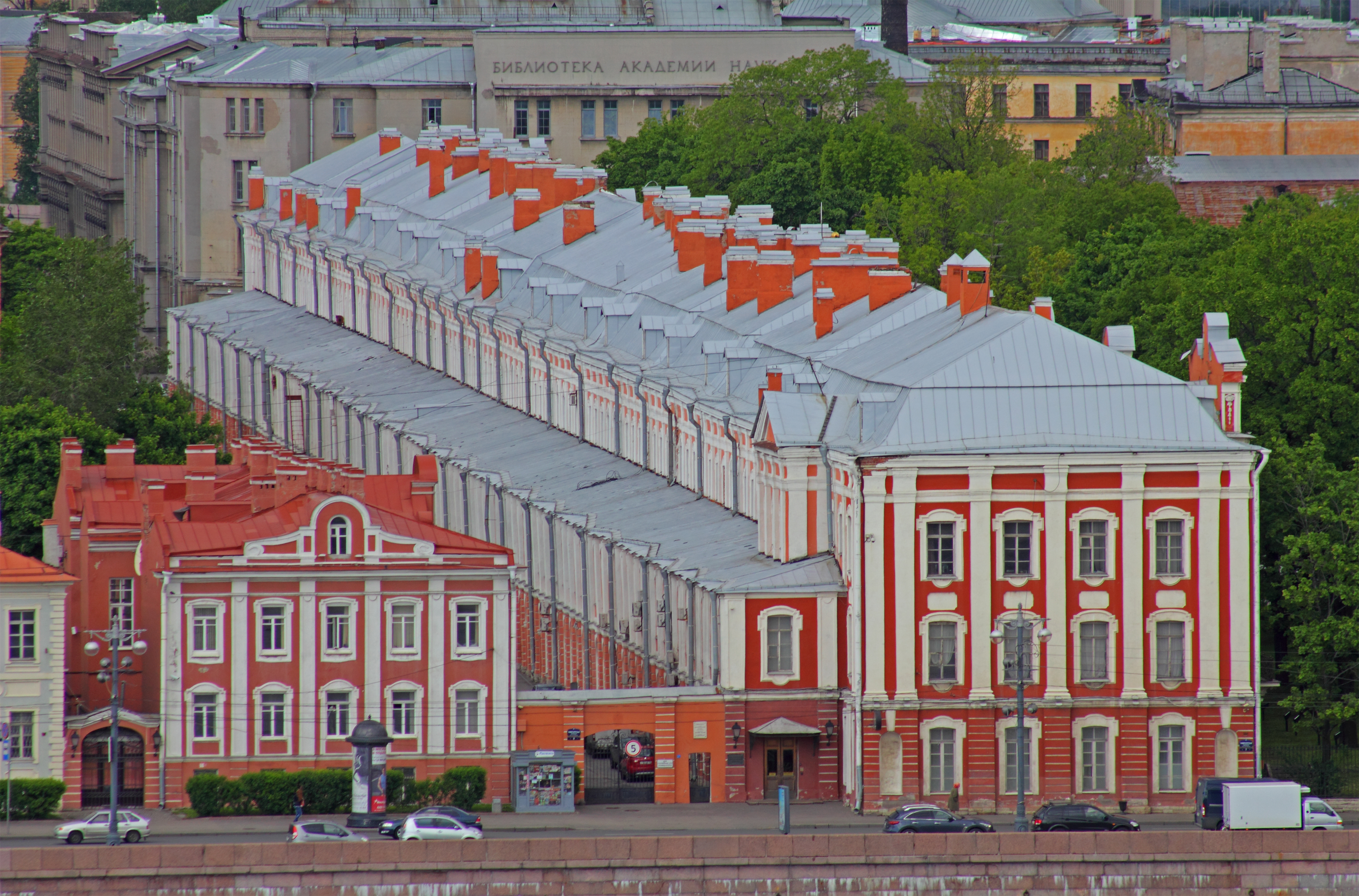
Kollegiengebäude der Universität

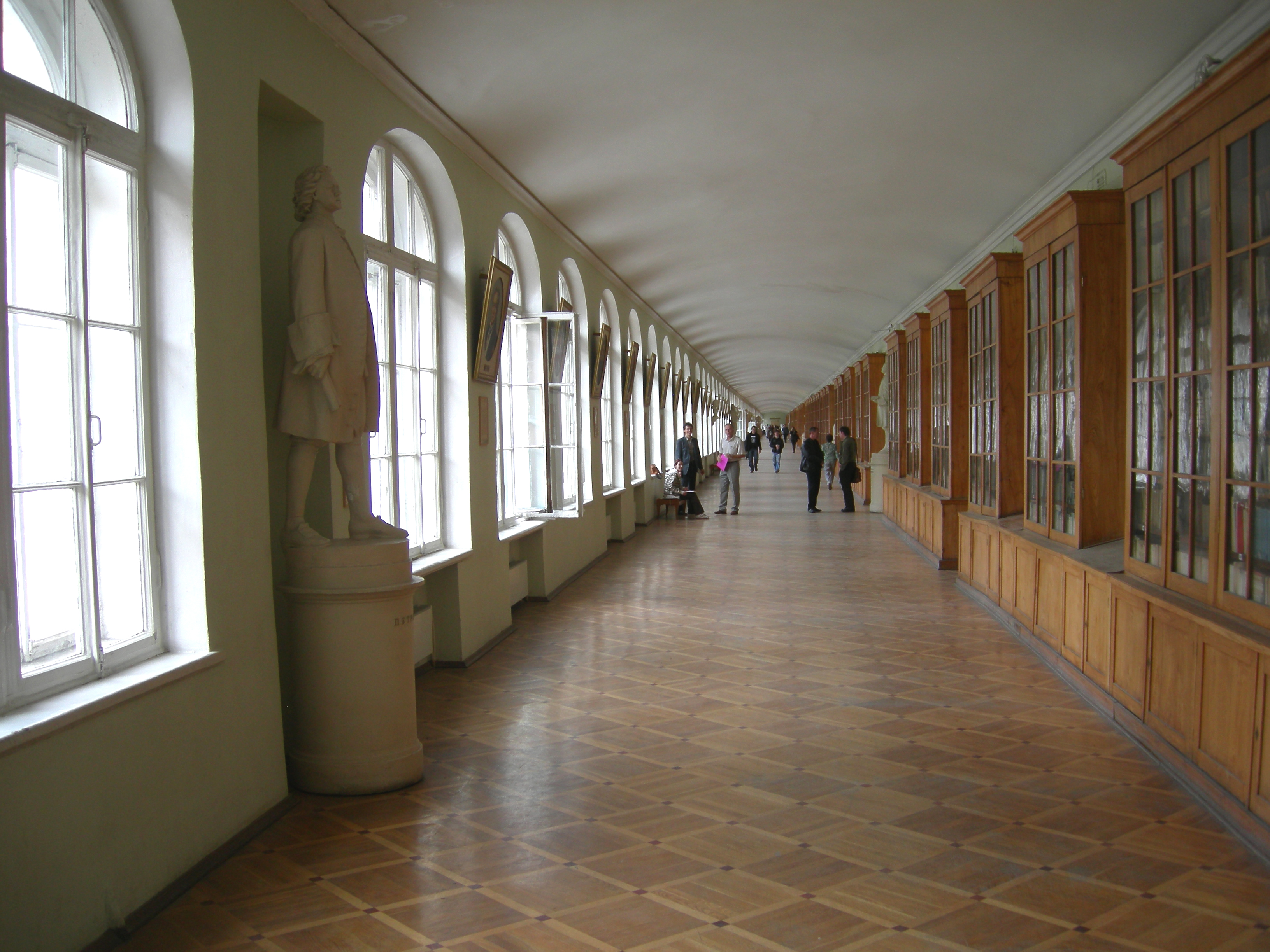
Kollegiengebäude der Universität

Die Staatliche Universität Sankt Petersburg (russisch Санкт-Петербургский государственный университет) ist eine staatliche Universität in Sankt Petersburg und eine der ältesten, größten und renommiertesten Universitäten Russlands.

## Geschichte
Die Staatliche Universität Sankt Petersburg war die erste Universität und höhere wissenschaftliche Bildungsanstalt im Russischen Reich. Sie wurde gleichzeitig mit der Sankt Petersburger Akademie der Wissenschaften auf Erlass Peters I. am 28. Januarjul. / 8. Februar 1724greg. gegründet. Gottfried Wilhelm Leibniz hatte dem Zaren die Entwürfe geliefert.
Anfangs stellte sich die Universität als reine Forschungseinrichtung der Akademie der Wissenschaften dar. Seit 1726 fanden an der Universität öffentliche Vorlesungen statt. In der Zeit von 1803 bis 1819 existierte die Universität formell nicht, da die seinerzeit an die Universität gekoppelte Akademie der Wissenschaften sich auflöste. Jedoch existierte weiterhin das Pädagogische Institut, welches in der Folgezeit die Basis zur Gründung der jetzigen Universität bildete.
Der Status einer Hochschule und heutige Rang als Universität wurde auf Vorschlag des Ministers der geistlichen Angelegenheiten und der Aufklärung, Fürst Alexander Nikolajewitsch Golizyn, durch Zar Alexander I. erst am 8. Februarjul. / 20. Februar 1819greg. verliehen, als dieser Status dem Pädagogischen Institut verliehen wurde. Zu den drei Gründungsfakultäten der Universität gehörten die philosophisch-juristische, die historisch-philologische und die physikalisch-mathematische Fakultät. 1854 kam die Fakultät der östlichen Sprachen hinzu.
Zu verschiedenen Zeiten, auch bedingt durch wechselnde politische Einflüsse, trug die Universität verschiedene Bezeichnungen, wie Universität Petersburg, Universität Petrograd, Staatliche Universität „A. A. Schdanow“ Leningrad (1948 bis 1989) und Universität von Sankt Petersburg. Die Universität ist zum Teil in einer Reihe von aus dem frühen 18. Jahrhundert stammenden Gebäuden, den zwölf Kollegien, am Flussufer der Newa auf der Wassiljewski-Insel untergebracht, einige Fakultäten befinden sich in neu erbauten Gebäuden im Petersburger Vorort Peterhof.

## Fakultäten
Heute beherbergt die Universität 24 Fakultäten, hierzu gehören die biologische Fakultät, die Fakultät der Ostwissenschaften, die geologische Fakultät, die journalistische Fakultät, die historische Fakultät, die Fakultät der Psychologie, die Fakultät der Mathematik und Mechanik, Fakultät der Informatik, die physikalische Fakultät, die chemische Fakultät, die Fakultät der Wirtschaftswissenschaften, die Fakultät der Rechtswissenschaften und die soziologische Fakultät.

## Absolventen

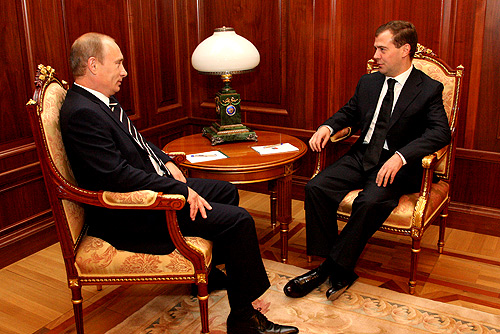
Wladimir Putin (links) und sein Nachfolger im Amt des russischen Präsidenten, Dmitri Medwedew, studierten beide in Sankt Petersburg

Bedeutende Absolventen der Universität sind u. a.:
- Salomon Mandelkern (1846–1902), russisch-jüdischer Dichter, Übersetzer, Lexikograf, Rabbiner und Schriftsteller
- Leo Bagrow (1881–1957), russischer Kartographie-Historiker
- Wilhelm Barthold (1869–1930), russischer Historiker und Turkologe
- Kazimieras Būga (1879–1924), litauischer Sprachwissenschaftler
- Pawel Durow (* 1984), Unternehmer und Gründer von vk.com
- Jelena Bonner (1923–2011), russische Politikerin
- Igor Diakonow (1915–1999), russischer Sprachwissenschaftler
- Wassili Dokutschajew (1846–1903), russischer Geologe
- Iwane Dschawachischwili (1876–1940), georgischer Historiker
- Alexander Dymschitz (1910–1975), sowjetischer Literaturwissenschaftler
- Boris Eichenbaum (1886–1959), russischer Literaturwissenschaftler
- Wladimir Fock (1898–1974), russischer Physiker
- Andrei Fursenko (* 1949), russischer Politiker
- George Gamow (1904–1968), russischer Physiker
- Nikolai Gogol (1809–1852), russischer Schriftsteller
- Dalia Grybauskaitė (* 1956), litauische Staatspräsidentin
- Lew Gumiljow (1912–1992), sowjetischer Historiker
- Wiktor Hambardsumjan (1908–1996), armenischer Astrophysiker
- Dmitri Iwanowski (1864–1920), russischer Virologe
- Kerstin Kaiser (* 1960), deutsche Politikerin
- Leonid Kantorowitsch (1912–1986), sowjetischer Ökonom, Nobelpreis für Wirtschaftswissenschaften (1975)
- Wladimir Peter Köppen (1846–1940), deutscher Geograph, Meteorologe, Klimatologe und Botaniker
- Qanatê Kurdo (1909–1985), kurdischer Sprachwissenschaftler
- Lew Landau (1908–1968), russischer Physiker, Nobelpreis für Physik (1962)
- Wladimir Lenin (1870–1924), sowjetischer Politiker
- Wassily Leontief (1905–1999), russischer Wirtschaftswissenschaftler
- Dmitri Lichatschow (1906–1999), russischer Philologe
- Michail Lomonossow (1711–1765), russischer Dichter
- Alexandr Ljapunow (1857–1918), russischer Mathematiker und Physiker
- Mahammad Maharramov (1895–1982), aserbaidschanischer Politiker
- Juri Matijassewitsch (* 1947), russischer Mathematiker und Informatiker
- Dmitri Medwedew (* 1965), russischer Politiker
- Dmitri Mendelejew (1834–1907), russischer Chemiker
- Nikolos Muschelischwili (1891–1976), georgischer Mathematiker
- Grigori Perelman (* 1966), russischer Mathematiker
- Wladimir Putin (* 1952), russischer Politiker
- Nicholas Roerich (1874–1947), russischer Maler, Schriftsteller, Archäologe, Wissenschaftler, Reisender und Philosoph
- Sergei Alexandrowitsch Sawjalow (* 1958), russischer Dichter und Essayist
- Kirill Schamalow (1982), russischer Geschäftsmann, der Ex-Ehemann von Katerina Tichonowa und der Ex-Schwiegersohn des russischen Präsidenten Wladimir Putin.
- Nikolai Semjonow (1896–1986), russischer Physikochemiker, Nobelpreis für Chemie (1956)
- Fjodor Schtscherbatskoi (1866–1942), russischer Indologe
- Igor Setschin (* 1960), russischer Politiker und Manager
- Sergei Sobolew (1908–1989), russischer Mathematiker
- Igor Strawinski (1882–1971), russischer Komponist
- Władysław Takliński (1875–1940), polnischer Physiker
- Ilia Tschawtschawadse (1837–1907), georgischer Dichter und Journalist
- Sergei Winogradski (1856–1953), russischer Mikrobiologe
- Wladimir Wernadski (1863–1945), russischer Geologe
- Michail Wrubel (1856–1910), russischer Maler

## Studenten
- Michail Stukowenkow (1842–1897), Mediziner und Hochschullehrer
- Radaslau Astrouski (1887–1976), belarussischer Politiker und Aktivist

## Kooperation
Die Staatliche Universität Sankt Petersburg hat folgende Partneruniversitäten
- Otto-von-Guericke-Universität Magdeburg, Deutschland
- Universität Tartu, Estland
- Technische Universität Dortmund, Deutschland
- Technische Universität Clausthal, Deutschland[3]
- Universität Greifswald, Deutschland
- Universität Hamburg, Deutschland[4][5]
- Universität Paderborn, Deutschland
- Universität Passau, Deutschland
- Universität Potsdam, Deutschland
- Leibniz Universität Hannover, Deutschland
- Europa-Universität Viadrina Frankfurt (Oder), Deutschland
- Universität Pierre Mendès-France Grenoble II, Frankreich
- Ching Yun University, Taiwan
- Universität Groningen, Niederlande
- Wirtschaftsuniversität Wien, Österreich